# Петштат
Петштат (њем. Pettstadt) општина је у њемачкој савезној држави Баварска. Једно је од 36 општинских средишта округа Бамберг. Према процјени из 2010. у општини је живјело 1.915 становника. Посједује регионалну шифру (AGS) 9471169.

## Географски и демографски подаци
Петштат се налази у савезној држави Баварска у округу Бамберг. Општина се налази на надморској висини од 246 метара. Површина општине износи 9,9 km². У самом мјесту је, према процјени из 2010. године, живјело 1.915 становника. Просјечна густина становништва износи 194 становника/km².